# Hermann Blecken von Schmeling
Hermann Friedrich Wilhelm Blecken von Schmeling (né le 28 mars 1838 à Berlin et mort le 19 décembre 1906 à Köslin) est un lieutenant général prussien et commandant de la 1re division de la Garde.

## Biographie

### Origine
Hermann est le fils du général de division prussien Friedrich Blecken von Schmeling (de) (1796–1863) et de son épouse Julie, née von Collin (1801–1876). Son frère aîné Karl (1832–1894) devient également lieutenant général prussien.

### Carrière militaire
Après sa formation dans la maison de ses parents et dans les maisons de cadets de Potsdam et de Berlin, Blecken est transféré au régiment d'infanterie de réserve de la Garde de l'armée prussienne en tant que sous-lieutenant le 2 mai 1856. En tant que premier lieutenant, il dirige lors de la guerre contre l'Autriche en 1866 dans la 11e compagnie participant aux batailles de Königinhof et de Königgrätz et est décorée de l'ordre de l'Aigle rouge de 4e classe avec épées. Ayant depuis été promu capitaine et commandant de compagnie, Blecken est avec son 11e compagnie à la guerre contre la France en 1870/71 dans les combats de Gravelotte et devant Paris. Lors de la bataille de Sedan, sa compagnie réussit à capturer l'Aigle du 17e régiment de ligne, qui est plus tard conservé dans l'église de la garnison de Potsdam
Récompensé des deux classes de la croix de fer, Blecken est nommé commandant après le traité de paix du 1er janvier 1872 de la 12e compagnie du 115e régiment d'infanterie (de) à Darmstadt. Après sa promotion au grade de major, il commanda le bataillon de fusiliers du 30 septembre 1876 au 14 novembre 1883 et est ensuite nommé lieutenant-colonel et officier d'état-major régulier au 7e régiment de grenadiers à Liegnitz. Promu colonel, Blecken est initialement affecté au commandement du 19e régiment d'infanterie (de) à Görlitz et le nomme commandant du régiment le 4 décembre 1886. Dans cette même fonction, il revient le 26 mai 1887 au régiment de fusiliers de la Garde, auquel il a déjà appartenu de 1856 à 1871. Sous le poste à la suite, Blecken commande du 22 mars 1889 au 26 janvier 1890 la 3e brigade d'infanterie de la Garde. Il devient ensuite général de division et commandant de la 1re brigade d'infanterie de la Garde (de) et est en même temps responsable des affaires du commandement de Potsdam. À ce poste, il est décoré, en janvier 1891, à l'occasion de la fête de l'Ordre, de l'ordre de l'Aigle rouge de 2e classe avec feuilles de chêne et épées sur les anneaux. Le 18 avril 1893, Blecken est relevé de ses fonctions de commandant et promu lieutenant général et reçoit le commandement de la 1re division de la Garde. En approbation de sa demande de démission, la pension légale de Blecken est mise à disposition le 18 août 1894. À l'occasion de sa retraite, l'empereur Guillaume II l'honore de l'étoile et de la croix de commandeur de l'ordre royal de la Maison de Hohenzollern.

### Famille
Blecken se marie avec Charlotte von Borcken-Auerose (de) (1845–1927) le 10 novembre 1863 à Berlin. De ce mariage naît le chambellan et chef des chasseurs d'Oldenbourg Franz Friedrich Gustav Blecken von Schmeling (1864-1936), qui épouse le 27 mars 1896 la comtesse Elisabeth Finck von Finckenstein (1868-1945). Il sert pendant la Première Guerre mondiale en tant que lieutenant-colonel et commandant du 16e régiment de dragons